# IC 143
IC 143 је дио галаксије (напримјер сјајан HII регион) у сазвјежђу Троугао која се налази на листи објеката дубоког неба у Индекс каталогу.
Деклинација објекта је + 30° 46' 41" а ректасцензија 1h 34m 11,1s. Привидна величина (магнитуда) објекта IC 143 износи 13,7. IC 143 је још познат и под ознакама BCL 688, HII in M 33.